# 唐崎士愛
唐崎 士愛（からさき ことちか）は江戸時代の神職、勤王家。安芸国竹原礒宮八幡神社宮司。谷川士清・松岡仲良門下。宝暦事件、尊号一件に反発し、垂加神道の再興、尊王思想の布教に奔走するも、成果が得られず、高山彦九郎の後を追って切腹した。

## 生涯

### 生い立ち
元文2年（1737年）5月19日安芸国賀茂郡竹原礒宮八幡神社宮司の父唐崎信通と母行友氏の間に生まれた。幼名は鼎（哲）太郎、右門。一族は曽祖父唐崎定信の代から山崎闇斎の垂加神道を奉じており、幼児期に存命だった曽祖母から闇斎の生前の人となりを聞かされて育った。延享4年（1747年）5月父信通が急死し、叔父唐崎彦明の養子となり、親族吉井正伴・当聡に援助を受けた。
寛延4年（1751年）6月伊勢で亡父の師谷川士清に入門し、6月24日京都で神祇管領長上から神道裁許状を受け、10月30日従六位下、11月3日淡路守に叙任された。その後士清に就いて『日本書紀通証』・垂加神道を学び、「士」字を賜り士愛と名乗った。

### 謹慎生活
宝暦8年（1757年）宝暦事件で同門竹内式部が投獄されると、宝暦9年（1759年）いずれかに抗議の上表を行ったが、取り上げられなかったため、自ら5年間の蟄居を願い出た。しかし、願書が「漢字相交、異様之文法」だとして再提出を命じられると、これを無視して師範の病気と偽り上京し、宝暦10年（1760年）松岡仲良の渾成塾に入門、九条家に出入りしたため、宝暦12年（1762年）6月3日閉門を言い渡された。7月22日閉門を解かれ、8月22日改めて出国禁止を命じられた。村役人も士愛の出国を秘匿したとして処罰され、町年寄・並庄屋が追込、組頭が叱りの刑を受け、隣村の割庄屋が村務を代行した。
宝暦13年（1763年）11月朝鮮通信使来日を聞き、蒲刈島での面談を賀茂代官に願い出るも許されず、宝暦14年（1764年）1月10日弟多門が面会に参加した。

### 氏子総代との対立
明和3年（1766年）礒宮境内の立木を無断で伐採、御留山の新宮山から石を掘り出し、騒動となった。
宝暦12年（1762年）以来確執のあった氏子総代・下市年寄兼庄屋角屋正三郎は、高崎村から本家筋の唐崎下総を招いて神事を任せ、的場山に別の社殿を建て、明和4年（1767年）士愛の所払いを求めた。これに対し、士愛は許可なき社殿新築を非難し、年寄吉井当聡は「いずれの主張も判定し難し」と曖昧な判決を出し、訴えを握り潰した。

### 活動の再開
安永元年（1771年）禁を破って上京し、江戸に下る女院使難波宰相に会符・印鑑の下附を受けての同行を試みたが許されず、帰郷した。安永2年（1773年）1月7日難波家から蹴鞠門弟状を受けた。8月上京し、藩の添書がないまま5日従五位下、6日常陸介に叙任された。
安永4年（1775年）1月師松岡仲良を礒宮に招き、2月22日神道奧秘口訣の伝授を受けた。安永5年（1776年）7月上京の噂が藩に伝わり、広島で取調を受けた。

### 闇斎の顕彰計画
天明元年（1781年）山崎闇斎百回忌に当たり、宝暦事件以降勢いを失った垂加神道を復興させるため、闇斎旧宅に祠堂・講堂を建設することを計画した。京都で関白九条尚実に闇斎の諡号下賜を求め、江戸で会津藩主や門流等に旧宅購入の資金を募ったが、服部栗斎に諡号は不要と反対されるなどして実現しなかった。10月失意の内に帰郷し、闇斎の忌日11月22日に礒宮で一人百年祭を挙行した。
天明4年（1784年）2月藩から常陸介の名乗りを公認されたが、その請願の日に子に神職を譲って隠居し、赤斎と号した。

### 西国遊説
寛政2年（1790年）京都聖護院法親王邸で勤王家高山彦九郎と出会い、尊号一件に介入した幕府に対する義憤を語り合い、意気投合した。秋久留米藩家老有馬守居邸を本拠として宇佐・中津・熊本に遊説し、尊王斥覇論を唱えて朝廷への幕府の干渉を非難した。寛政3年（1791年）には京都で『日本書紀』神武天皇紀を講じた。
寛政4年（1792年）10月31年ぶりに出国禁止が解除された。
寛政5年（1793年）6月高山彦九郎が久留米で切腹したことを聞き、墓参に駆けつけた。寛政7年（1795年）6月萩春日神社中原讃岐に招かれて国書を講義し、小倉に遊説し、11月帰郷した。

### 切腹
寛政8年（1796年）曽祖父の忌日11月16日に長生寺を訪れ、その墓前で切腹した。長生寺に運ばれ動機を尋ねられるも、「聊か憤激のことあり」とのみ応え、18日七ツ時絶命した。なお、切腹場所を庚申堂とするのは誤り。
明治31年（1898年）7月6日正四位を贈位された。

## 記念物
- 忠孝岩 - 竹原市礒宮八幡神社境内。昭和12年（1937年）5月28日広島県指定史跡[31]。
- 唐崎常陸介之墓 - 竹原市長生寺境内。昭和17年（1942年）6月9日広島県指定史跡[32]。
- 赤齋唐﨑先生碑 - 礒宮八幡神社境内。昭和28年（1953年）10月150回忌に建立。徳富蘇峰撰文、上田桑鳩揮毫[33]。

## 著書
- 『渾成堂門人名簿』[34]
- 『遊学日記』 - 寛延4年（1751年）6月19日起筆の上京日記。昭和18年（1943年）頃唐崎家天井裏で借家人高田義尹が発見した[35]。
- 『遠游日録』 - 宝暦7年（1757年）10月9日起筆の上京日記[36]。
- 『水政記事』 - 天明3年（1783年）成立[21]。
- 『小泉村恵美寸谷小祠』 - 寛政6年（1794年）成立[21]。
- 『天留月』 - 回想録[4]。
- 『彦文家集』 - 竹原の歌人道工彦文の和歌集[37]。
- 『神道秘録』[38]

## 子孫
1. 唐崎高好（八重丸、右門、市正、隆好、若狭介従五位下、天保8年（1837年）7月17日没）[39]
2. 唐崎士晦（豊麿、公樹、常陸介従五位下、文久3年（1863年）7月14日没）[39]
3. 唐崎義尚（徳之介、広人、大隅守従五位下、弘化2年（1845年）9月12日 - 明治24年（1891年）5月6日没）
福山城鎮守大宮司池田土佐守五男[39]。
4. 唐崎信尚（進、明治28年（1895年）没）[39]
黒住教教導職試補[40]。
5. 唐崎忠夫（昭和20年（1945年）8月6日没）
愛媛県大山祇神社田内逸雄門下[41]。昭和4年（1929年）広島県立広島第二中学校国語・漢文教諭。広島市への原子爆弾投下により校舎内で焼死した[42]。
6. 唐崎忠愛[39]